# EBCDIC
EBCDIC (англ. Extended Binary Coded Decimal Interchange Code — розширений двійково-десятковий код обміну інформацією; вимовляється «еб-сі-дік») — стандартний восьмибітний код, розроблений корпорацією IBM для використання на мейнфреймах власного виробництва й сумісних з ними. EBCDIC кодує букви латинського алфавіту, арабські цифри, деякі знаки пунктуації і символи керування. Існувало щонайменше шість версій EBCDIC, несумісних між собою.
|    | .0  | .1  | .2  | .3  | .4  | .5 | .6  | .7  | .8  | .9 | .A  | .B  | .C  | .D  | .E  | .F  |
| -- | --- | --- | --- | --- | --- | -- | --- | --- | --- | -- | --- | --- | --- | --- | --- | --- |
| 0. | NUL | SOH | STX | ETX | PF  | HT | LC  | DEL |     |    | SMM | VT  | FF  | CR  | SO  | SI  |
| 1. | DLE | DC1 | DC2 | TM  | RES | NL | BS  | IL  | CAN | EM | CC  | CU1 | IFS | IGS | IRS | IUS |
| 2. | DS  | SOS | FS  |     | BYP | LF | ETB | ESC |     |    | SM  | CU2 |     | ENQ | ACK | BEL |
| 3. |     |     | SYN |     | PN  | RS | UC  | EOT |     |    |     | CU3 | DC4 | NAK |     | SUB |
| 4. | SP  |     |     |     |     |    |     |     |     |    | ¢   | .   | <   | (   | +   | \|  |
| 5. | &   |     |     |     |     |    |     |     |     |    | !   | $   | *   | )   | ;   | ¬   |
| 6. | —   | /   |     |     |     |    |     |     |     |    |     | ,   | %   | _   | >   | ?   |
| 7. |     |     |     |     |     |    |     |     |     |    | :   | #   | @   | '   | =   | "   |
| 8. |     | a   | b   | c   | d   | e  | f   | g   | h   | i  |     |     |     |     |     |     |
| 9. |     | j   | k   | l   | m   | n  | o   | p   | q   | r  |     |     |     |     |     |     |
| A. |     |     | s   | t   | u   | v  | w   | x   | y   | z  |     |     |     |     |     |     |
| B. |     |     |     |     |     |    |     |     |     | `  |     |     |     |     |     |     |
| C. |     | A   | B   | C   | D   | E  | F   | G   | H   | I  |     |     |     |     |     |     |
| D. |     | J   | K   | L   | M   | N  | O   | P   | Q   | R  |     |     |     |     |     |     |
| E. |     |     | S   | T   | U   | V  | W   | X   | Y   | Z  |     |     |     |     |     |     |
| F. | 0   | 1   | 2   | 3   | 4   | 5  | 6   | 7   | 8   | 9  |     |     |     |     |     |     |

## Підтримка української мови
EBCDIC-кодування CP1123 та CP1158 містять повний український алфавіт. Обидва кодування подібні між собою, відрізняючись лише символом ¤ чи € в позиції E1.
EBCDIC-кодування CP410, CP880, CP1025 та CP1154 містять неповний український алфавіт (без літери Ґґ, що на час появи кодувань цього типу офіційно не використовувалась). Набір кодів кириличних літер цих кодувань однаковий і охоплює російський, український (до 1990), білоруський, болгарський, сербський та македонський алфавіти. Після відродження літери Ґ, як сурогат цієї літери могла використовуватись македонська Ѓѓ, згодом на основі CP1025 було створено CP1123, в якій Ѓѓ було замінено на Ґґ. Таким чином, в однобайтних EBCDIC-кодуваннях, що містять повний сучасний український алфавіт, македонський алфавіт неповний, і навпаки. ОС Windows дозволяє використовувати CP880 та CP1025, яким відповідають кодові сторінки 20880 та 21025.
Попередником усіх кириличних EBCDIC-кодувань було ДКОІ — радянська адаптація EBCDIC, що містила кириличні літери лише російського алфавіту й не могла повноцінно використовуватись для української мови.
Також для передачі української мови може використовуватись UTF-EBCDIC — кодування зі змінною довжиною символів, організоване подібно до UTF-8, але розроблене на основі EBCDIC. Як і UTF-8, охоплює повний набір символів Unicode, включно з літерами українського алфавіту. Проте, ніколи широко не використовувалось навіть власним розробником (компанією IBM).